# Разъезд (Баткенская область)
Разъезд (кирг. Разъезд) — село в Кадамжайском районе Баткенской области Кыргызстана. Входит в состав айылного аймака А. Масалиев.

## География
Село расположено в восточной части области, вблизи государственной границы с Узбекистаном, на расстоянии приблизительно 30 километров (по прямой) к северо-востоку от города Кадамжай, административного центра района.

## Население
Согласно оценочным данным Национального статистического комитета Кыргызской Республики, численность населения села на начало 2023 года составляла 2452 человека.
| год     | 2009 | 2014 | 2015 | 2020 | 2021 | 2023 |
| ------- | ---- | ---- | ---- | ---- | ---- | ---- |
| человек | 1494 | 1609 | 776  | 2342 | 2384 | 2452 |